# 작은별 가족
작은별 가족은 부모와 6남 1녀로 구성이 된 대한민국의 그룹이다.
1976년에 TV만화영화 주제곡 모음집을 발표하면서 일반무대에 진출했으며, 1977년에 데뷔음반을 발표하였다.
남자 멤버들의 제대 후 1982년에 활동을 재개하였으며, 1985년까지는 그룹으로, 이후 각자의 활동을 이어나갔다.

## 구성원
- 아버지 : 강문수(1952년 서울신문 신춘문예 희곡부문에 당선된 영화감독이자 방송드라마 작가출신, 단장)
- 어머니 : 주영숙(서울음대 성악과 출신)
- 첫째 : 강인호(한양대학교 전자공학과 출신으로 클라리넷, 색소폰, 피리에 능했다.)
- 둘째 : 강인혁(경희대학교 작곡과 출신으로 작편곡은 물론 기타, 첼로, 해금연주에 능했다.)
- 셋째 : 강인엽(바이얼린, 플루트, 트럼펫, 단소, 대금연주에 능했다. 리드보컬.)
- 넷째 : 강인경(바이얼린, 기타, 베이스기타, 가야금연주에 능했다. 아역배우 출신)
- 다섯째 : 강인구(트럼본, 벨, 드럼, 아쟁에 능했다. '벌거숭이'에서도 활동했으며, 영화음악과 TV드라마 배경음악, 애니메이션 주제곡들을 다수 작곡, 편곡해 오고 있다.)
- 여섯째 : 강애리자(1962년생, 영화 ‘팔도강산’등에 출연. 피아노, 오르간, 플루트연주에 능했다. 1988년에 '분홍 립스틱'이 수록된 독집 음반을 발표했다. 이 노래는 송윤아가 리메이크해 더 알려지게 되었다.)
- 일곱째 : 강인봉(아역배우 출신. 초등학교부터 고등학교까지 검정고시로 졸업. 14세 때 최연소로 사법고시에 응시하였다. '벌거숭이', '키키', '세발자전거', '자전거 탄 풍경'을 거쳐 현재 '나무자전거'에서 활동하고 있다.)

## 발표 음반
- 1976년 7월  어린이 TV 만화영화 노래 모음 『어린이 왕국』 1집
- 1976년 10월  어린이 TV 만화영화 노래 모음 『어린이 왕국』 2집
- 1977년 12월  작은별 한가족 노래모음 1집 《나의 작은 꿈 / 너, 나의 미소》
- 1978년 2월  작은별 한가족 노래모음 2집 《가야만 하는 길 / 솜눈》
- 1978년 11월  작은별 한가족 성탄노래모음 《아멘 / 북치는 소년》
- 1979년 4월  작은별 한가족 노래모음 4집 《그날도 비가 왔었지 / 숲길》
- 1980년 6월  작은별 한가족 신곡집 《청바지 아가씨 / 내 노래 들어주세요》
- 1982년 9월  작은별 가족 《하소연 / 딱 부러지게 말해》
- 1984년 6월  강인엽  《나의 넋이여 / 슬퍼하지 말아요》
- 1985년 5월  강인엽 웅석전속기념앨범 《나의 넋이여 / 슬퍼하지 말아요》
- 1985년 5월  록밴드 '벌거숭이(강인구,강인봉)' 《벌거숭이 / 맑은 하늘, 가끔 구름이 뜬 날에》
- 1986년 6월  강인엽 《침묵 / 나의 등불》
- 1988년 4월  강애리자 《분홍 립스틱 / 헤어짐》
- 1991년 12월  영화 『어허 어이 어이가리』 OST (노래 강인엽) 《어허 어이 어이가리 / 그리운 어머니》